# Älvstrandkrypare
Älvstrandkrypare (Aegialia sabuleti) är en skalbaggsart som beskrevs av Georg Wolfgang Franz Panzer 1795. Enligt Catalogue of Life ingår älvstrandkrypare i släktet Aegialia och familjen Aegialiidae, men enligt Dyntaxa är tillhörigheten istället släktet Aegialia och familjen bladhorningar. Arten är reproducerande i Sverige. Inga underarter finns listade i Catalogue of Life.